# Jaime Frontera
Jaime Frontera Colley (Mayagüez, 30 novembre 1940) è un ex cestista portoricano.

## Carriera
Con Porto Rico ha disputato due edizioni dei Giochi olimpici (Tokyo 1964, Città del Messico 1968).